# Đại học Kỹ thuật Quốc gia Moskva Bauman
Trường Đại học Kỹ thuật Quốc gia Moskva Bauman (tiếng Nga: Московский государственный технический университет им. Н. Э. Баумана) là trường đại học kỹ thuật số một nước Nga, nơi đây là cái nôi đào tạo nên các nhà bác học, các tổng công trình sư, các kỹ sư trưởng và kỹ sư nổi tiếng về kỹ thuật vũ trụ, hàng không, kỹ thuật quân sự, công nghiệp quốc phòng (tên lửa, máy bay chiến đấu, xe tăng, xe thiết giáp, lò phản ứng hạt nhân, siêu máy tính, vũ khí công nghệ cao) và các ngành công nghệ cao.
Tên trường được đặt để vinh danh Nikolai Ernestovich Bauman nhà hoạt động cách mạng Nga thuộc nhóm Bolshevik. Tại Moskva, trường có lịch sử lâu đời chỉ sau Đại học Tổng hợp Moskva.
Năm 1995, cùng với 2 trường đại học khác của Nga (Đại học Quốc gia Moskva và Đại học Tổng hợp Sankt-Peterburg), Đại học kỹ thuật quốc gia Bauman được Tổng thống Nga trao tặng danh hiệu "Di sản văn hóa, khoa học" của Liên bang Nga (tiếng Nga: особо ценных объектов культурного наследия народов Российской Федерации).
Chủ tịch hiện nay là: Tiến sĩ khoa học, Giáo sư, Viện sĩ Viện Hàn lâm Khoa học Nga I.B. Fedorov

## Lịch sử
Trường Bauman đã tích cực tham gia vào quá trình Bologna. Năm 2008, trường nhận được Giải thưởng Chất lượng Châu Âu, vì đã phấn đấu để đạt được các dịch vụ giáo dục chất lượng cao theo tiêu chuẩn quốc tế. Trong hơn 10 năm, trường Bauman là trường đại học đứng đầu Hiệp hội các trường đại học kỹ thuật, bao gồm hơn 130 trường đại học Nga. Bauman là trường đại học đầu tiên của Nga trở thành thành viên của Hiệp hội quản lý công nghiệp hàng đầu châu Âu.
Vì những đóng góp cho sự phát triển của khoa học và công nghệ, trong việc đào tạo nhân viên kỹ thuật, trường Bauman đã được trao tặng Huân chương Lênin, Cách mạng Tháng Mười và Biểu ngữ Lao động Đỏ. Theo nghị định của Tổng thống Liên bang Nga ngày 24 tháng 1 năm 1995 số 64, trường đã được đưa vào Bộ luật Nhà nước về các đối tượng đặc biệt có giá trị về di sản văn hóa của các dân tộc Liên bang Nga.
Trong bảng xếp hạng quốc tế của các trường đại học QS 2019/2020, trường Bauman chiếm vị trí 284 trong số các trường đại học TOP-1000 trên thế giới, xếp thứ 5 trong số các trường đại học ở Nga, đứng đầu trong các trường đại học kỹ thuật. Chỉ có năm trường đại học Nga được đưa vào TOP-300 của xếp hạng này - Đại học quốc gia Lomonosov, Đại học tổng hợp Novosibirsk, Đại học tổng hợp St. Petersburg, Đại học tổng hợp Tomsk và Đại học kỹ thuật quốc gia Bauman.

### Tên gọi
- 1830 - 1868 - Trường thủ công Moskva (МРУЗ).
- 1868 - 1918 - Trường Kỹ thuật Hoàng gia Moskva (ИМТУ).
- 1918 - 1930 - Trường Kỹ thuật Cao cấp Moskva (МВТУ).
- 1930 - 1943 - Trường Đại học Cơ khí - Chế tạo máy Moskva Bauman (МММИ им. Н. Э. Баумана).
- 1943 - 1989 - Trường Kỹ thuật Cao cấp Moskva Bauman (МВТУ им. Н. Э. Баумана).
- 1989 - nay - Đại học Kỹ thuật Quốc gia Moskva Bauman (МГТУ им. Н. Э. Баумана).

## Hệ thống đào tạo đại học

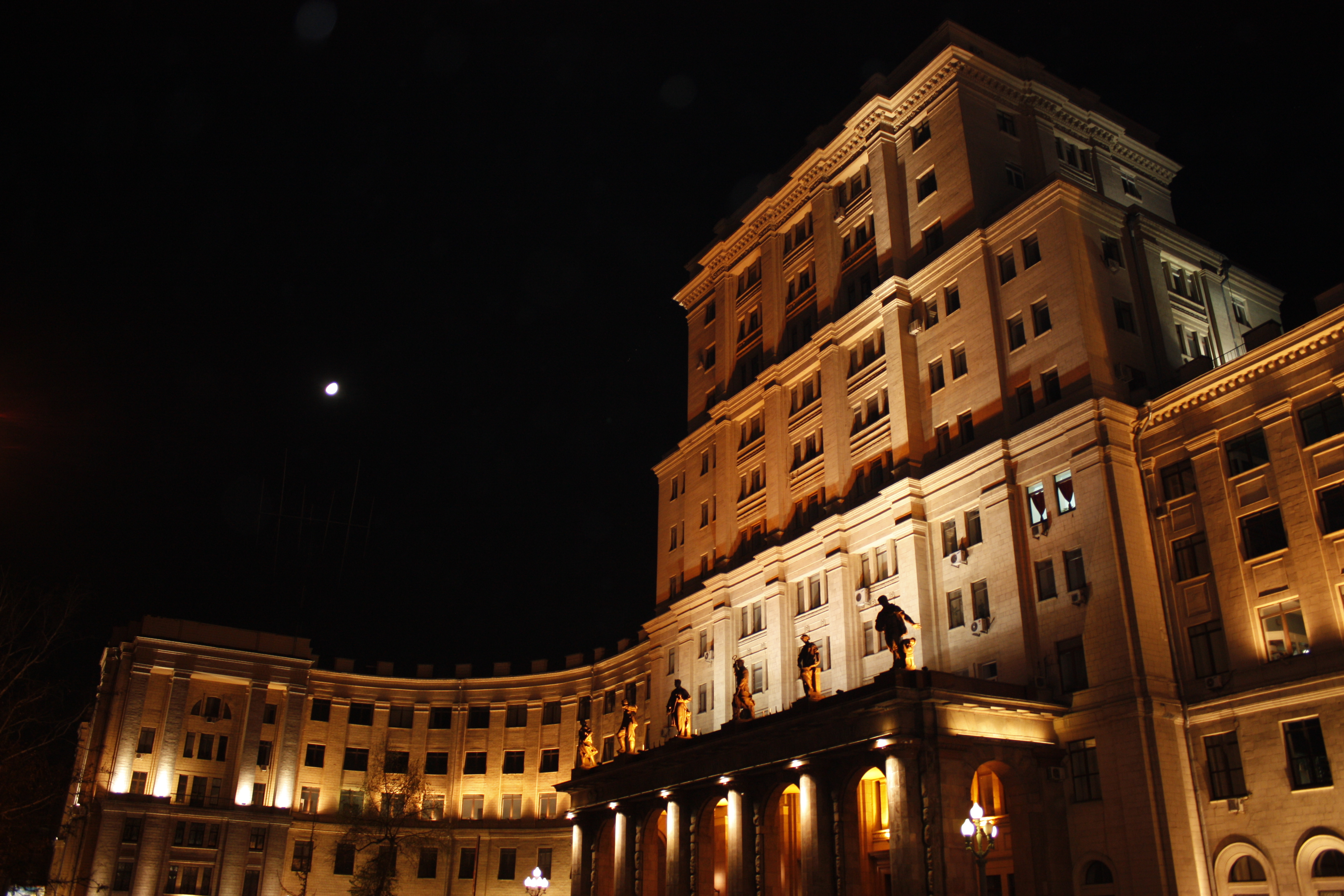
Trường Bauman về đêm

Đại học kỹ thuật quốc gia Bauman hiện đang đào tạo hơn 70 chuyên ngành. Năm 2019, trường có khoảng hơn 19.000 sinh viên theo học, hơn 4.500 giáo sư và giáo viên, trong đó có 450 giáo sư, tiến sĩ khoa học và khoảng 3.000 nghiên cứu sinh khoa học.
Trong thời gian từ 1918 đến 1997, hơn 120.000 chuyên gia, hầu hết trong số họ làm việc về khoa học và thiết kế tại các doanh nghiệp lớn nhất về kỹ thuật máy và dụng cụ. Một số bộ phận của trường Bauman cũng được đặt tại các thành phố của Vùng Moscow: Krasnogorsk, Reutov, Korolev, phân viện tại Kaluga. Theo quyết định của Bộ Giáo dục và Khoa học Nga ngày 12 tháng 4 năm 2016 số 397, Đại học Lâm nghiệp quốc gia Moscow được sáp nhập với Đại học kỹ thuật quốc gia Bauman như một đơn vị riêng biệt, trở thành phân viện Mytishchi.
Trường đã đào tạo hơn 200 000 kỹ sư, mức độ uy tín luôn luôn ở mức cao.
Điểm đặc biệt của trường Bauman là ở chỗ kết hợp giữa đào tạo vào nghiên cứu khoa học trong một Liên hiệp đào tạo-nghiên cứu khoa học. Trong một Liên hiệp Đào tạo-Nghiên cứu Khoa học có một hoặc vài khoa đào tạo và một Viện nghiên cứu ứng dụng tương ứng. Theo nguyên tắc Trưởng khoa đồng thời là giám đốc liên hiệp, chủ nhiệm bộ môn thường là Viện sĩ Viện Hàn lâm khoa học hoặc giáo sư, tiến sĩ khoa học.

### Các viện nghiên cứu ứng dụng (R&D)
1. Viện Toán ứng dụng và Cơ học;
2. Viện Cơ học ứng dụng và Kỹ thuật Rô-bốt;
3. Viện Kỹ thuật Tên lửa và Vũ trụ học;
4. Viện Kỹ thuật Năng lượng;
5. Viện Công nghệ Chế tạo và Vật liệu học;
6. Viện Công nghệ thông tin và truyền thông;
7. Viện Vi quang-điện tử và Laser;
8. Viện Vật lý y sinh;
9. Viện Kinh tế và Quản trị Kỹ thuật.

### Khoa CácKhoa học cơ bản
1. Bộ môn Toán cao cấp
2. Bộ môn Toán ứng dụng và Tin học
3. Bộ môn Toán học tính toán và Vật lý toán
4. Bộ môn Mô hình toán học
5. Bộ môn Cơ học lý thuyết
6. Bộ môn Vật lý
7. Bộ môn Hóa học
8. Bộ môn Kỹ thuật Điện và Điện tử công nghiệp

### Khoa Kỹ thuật Rô-bốt và Tự động hóa toàn bộ
1. Bộ môn Hình họa và Vẽ kỹ thuật
2. Bộ môn Lý thuyết Máy và Cơ cấu
3. Bộ môn Cơ sở thiết kế máy
4. Bộ môn Máy nâng vận chuyển
5. Bộ môn Cơ học ứng dụng
6. Bộ môn Hệ thống tự động hóa thiết kế
7. Bộ môn Hệ thống tự động hóa sản xuất nhờ máy tính
8. Bộ môn Hệ thống Rô-bốt công nghiệp

### Khoa Chế tạo máy đặc biệt

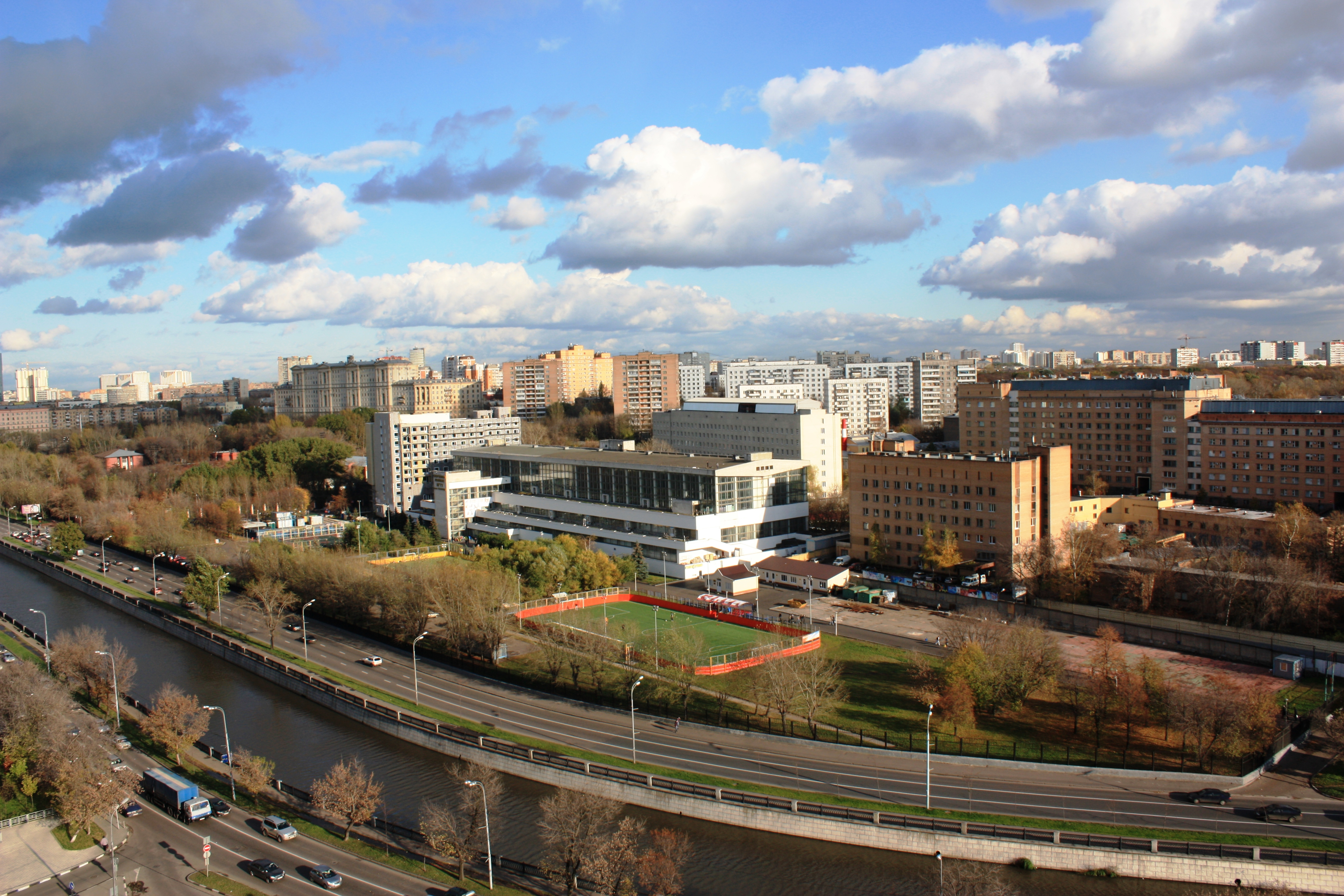
Khu liên hợp thể thao trường Bauman

1. Bộ môn Máy móc Vũ trụ và Tên lửa mang (SM1)
2. Bộ môn Hệ thống Hàng không vũ trụ (SM2)
3. Bộ môn Khí động lực học và điều khiển thiết bị bay (SM3)
4. Bộ môn Thiết bị bay chính xác cao (SM4)
5. Bộ môn Hệ thống điều khiển và Thông tin tự động
6. Bộ môn Hệ thống Tên lửa-Xung
7. Bộ môn Rô-bốt chuyên dụng và Cơ điện tử (SM7)
8. Bộ môn Tổ hợp dàn phóng Tên lửa
9. Bộ môn Xe bánh xích và Rô bốt di động
10. Bộ môn Xe ô tô bánh lốp
11. Bộ môn Thiết bị và Rô-bốt dưới nước
12. Bộ môn Công nghệ chế tạo tên lửa
13. Bộ môn Vật liệu Composite (SM13)

### Khoa Chế tạo máy năng lượng
1. Động cơ tên lửa
2. Động cơ đốt trong
3. Động cơ tua-bin khí
4. Kỹ thuật lạnh
5. Kỹ thuật chân không và khí nén
6. Vật lý nhiệt
7. Máy móc và lò phản ứng hạt nhân
8. Máy móc năng lượng plasma
9. Môi trường và an toàn công nghiệp

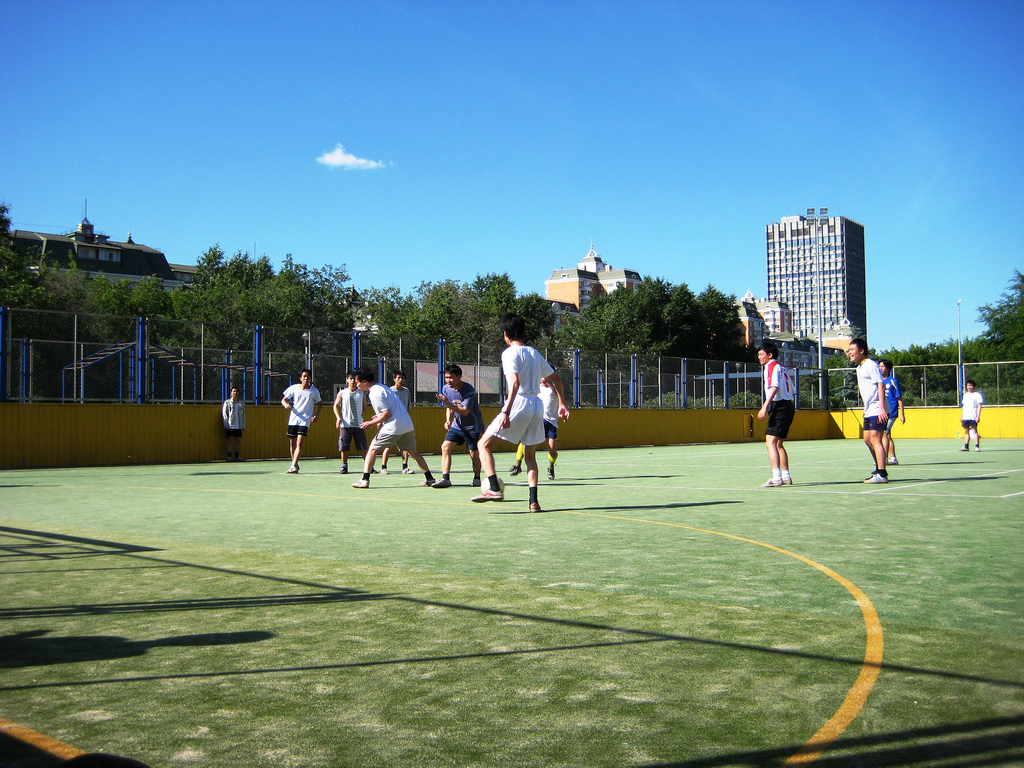
Một góc sân vận động ở trường Bauman

10. Thủy lực, máy thủy lực và tự động hóa thủy khí.

### Khoa Công nghệ chế tạo máy

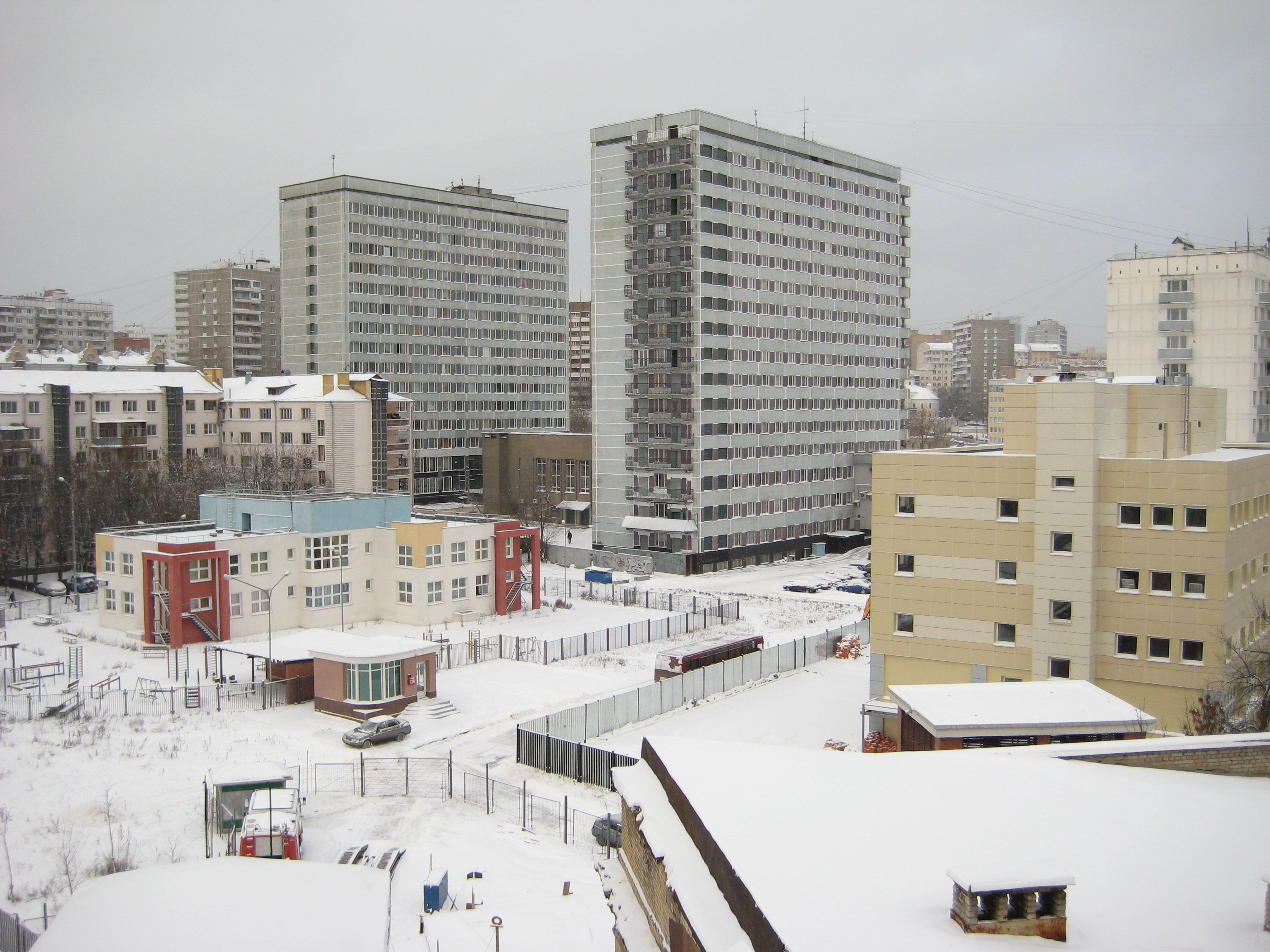
Ký túc xá số 10 và 11 trường Bauman vào mùa đông

1. MT1: Thiết kế và Chế tạo Máy công cụ.
2. MT2: Thiết kế và Chế tạo Dụng cụ Công nghiệp.
3. MT3: Công nghệ Chế tạo máy.
4. MT4: Đo lường, Tiêu chuẩn hóa và Dung sai.
5. MT5: Công nghệ Đúc.
6. MT6: Công nghệ Gia công Kim loại bằng Áp lực.
7. MT7: Công nghệ Hàn và Chẩn đoán Kỹ thuật.
8. MT8: Vật liệu học và Công nghệ Vật liệu.
9. MT9: Thiết kế công nghiệp (Промышленный дизайн)
10. MT10: Trang bị và Công nghệ cán.
11. MT11: Công nghệ Điện tử trong Chế tạo máy.
12. MT12: Công nghệ Laser trong Chế tạo máy.
13. MT13: Công nghệ Gia công vật liệu.

### Khoa Tin học và Hệ thống điều khiển
1. IU1: Hệ thống điều khiển tự động hóa
2. IU2: Thiết bị và hệ thống định hướng, ổn định và dẫn đường
3. IU3: Hệ thống thông tin và viễn thông
4. IU4: Thiết kế và công nghệ chế tạo các thiết bị điện tử
5. IU5: Hệ thống xử lý thông tin và điều khiển
6. IU6: Hệ thống máy tính và mạng
7. IU7: Phần mềm máy tính và Công nghệ thông tin
8. IU8: An ninh thông tin
9. IU9: Hệ thống và công nghệ tính toán năng suất cao
10. IU11: Dụng cụ và hệ thống vũ trụ

### Khoa Vô tuyến điện tử và Kỹ thuật Laser
1. Hệ thống phát thanh-điện tử và các thiết bị
2. Laser và hệ thống quang điện tử
3. Các thiết bị quang điện tử của nghiên cứu khoa học
4. Cơ sở lý thuyết Kĩ thuật điện
5. Các phần tử của các thiết bị điện
6. Công nghệ thiết bị xây dựng

### Khoa Kỹ thuật Y-sinh
1. Hệ thống kỹ thuật y sinh
2. Y tế và công nghệ thông tin kỹ thuật
3. Y tế - kỹ thuật quản lý

### Khoa Kinh doanh và Quản lý kỹ thuật
1. Bộ môn Kinh tế học lý thuyết
2. Bộ môn Kinh tế và Tổ chức sản xuất
3. Bộ môn Đảm bảo công nghiệp
4. Bộ môn Quản trị học.
5. Bộ môn Tài chính
6. Bộ môn Kinh doanh và ngoại thương
7. Bộ môn Kinh doanh sáng chế

### Các khoa Đại cương
Các bộ môn đại cương chung cho tất cả các chuyên ngành được tổ chức thành các khoa:
1. Khoa học xã hội và nhân văn
2. Ngôn ngữ học
3. Thể dục thể thao

### Các Khoa chuyên môn hóa
Điểm đặc biệt thứ hai của trường Bauman đó là thành lập các khoa chuyên môn hóa. Các khoa này không có các bộ môn độc lập, mà tổ chức của nó là sự kết hợp giữa các Liên hiệp Nghiên cứu Khoa học – Sản xuất (các НПО) với các bộ môn của các khoa truyền thống kể trên để đào tạo ra các chuyên gia phục vụ một ngành cụ thể. Hiện nay ở trường Bauman có 5 khoa như thế:
1. Kỹ thuật vô tuyến điện tử, gồm các bộ môn:
2. Kỹ thuật tên lửa - vũ trụ, gồm các bộ môn: Các hệ thống điều khiển tự động (ИУ-1); Thiết bị vũ trụ và Tên lửa-mang (СМ-1); Kỹ thuật và công nghệ dụng cụ công nghiệp (МТ-2); Công nghệ chế tạo tên lửa- vũ trụ ̣̣̣(МТ-12); Động cơ tên lửa (Э-1) kết hợp với các xí nghiệp của tổng công ty "Năng lượng" và các nhà máy khác ở thành phố Королёв.
3. Hàng không vũ trụ, gồm các bộ môn: Hệ thống hàng không vũ trụ (СМ-2); Toán học tính toán và vật lý toán (ФН-11); Сác hệ thống điều khiển tự động (ИУ-1); Các hệ thống máy tính và mạng máy tính (ИУ-6) kết hợp với xí nghiệp của НПО "chế tạo máy", có trụ sở tại thành phố Реутово.
4. Chế tạo thiết bị quang-điện tử, gồm các bộ môn:
5. Chế tạo thiết bị điện-điện tử, gồm các bộ môn:

### Học viện Quân sự
gồm các khoa: 
1. . Ứng dụng và khai thác các thiết bị và hệ thống tên lửa- vũ trụ
2. . Các phương tiện tính toán của hệ thống tên lửa- vũ trụ
3. . Các hệ thống điều khiển tự động
4. . Kỹ thuật quân sự.
5. . Khai thác và sử chữa.
6. . Các phương tiện thông tin liên lạc
7. . Bảo vệ trong tình trạng khẩn cấp và phòng thủ nhân dân

## Các toà nhà chính

### Toà nhà chính (ГУК)
Tòa nhà chính (ГУК) của trường Bauman bao gồm hai phần.
Lâu đời nhất (còn gọi là cung điện) - là một cung điện Sloboda của thế kỷ XVIII - XIX. Phần này đối diện với đường Bauman thứ 2.
Phần thứ hai (phần được gọi là "hình tròn" hoặc "cao") của ГУК, có 12 tầng và được xây dựng vào thời Xô Viết, nhìn ra phía sông Yauza.
Các lối đi chính giữa các khoa của trường chủ yếu ở tầng 2, 3 và 4. Một số lối đi bị chặn bởi các đơn vị của khoa huấn luyện quân sự. Ngoài ra trong tòa nhà của ГУК còn có một bảo tàng của MSTU.

### Tòa nhà học tập - thí nghiệm (УЛК)
Tòa nhà học tập - thí nghiệm (УЛК) đã được khánh thành vào ngày 1 tháng 3 năm 2004.
УЛК được xây dựng trong ba thập kỷ. Tòa nhà được bắt đầu xây dựng vào năm 1972, nhưng năm 1984 bị tạm ngưng do vấn đề kinh phí. Sau khi chính quyền Moscow can thiệp vào năm 2001, việc xây dựng tòa nhà mới được tiếp tục.

Yuri Luzhkov:
Chúng ta là một quốc gia phải giải quyết các vấn đề về kỹ thuật, công nghệ, không được đánh mất độc lập công nghệ, chủ quyền công nghệ trên thế giới. Và chủ quyền này chỉ được sinh ra ở một số lượng khá nhỏ các trường đại học.

Lãnh đạo chủ quyền công nghệ của Nga là Đại học kỹ thuật Bauman.
Tổng diện tích của toà nhà là hơn 80 nghìn mét vuông. УЛК gồm 100 phòng học, 20 lớp máy tính, 19 thang máy, thư viện (được thiết kế để lưu trữ 800 nghìn tập sách), phòng đọc cho 680 chỗ ngồi, phòng hòa nhạc với gần 1170 chỗ ngồi, phòng hội nghị với 126 chỗ ngồi và một số phòng khác. Sinh viên gọi УЛК là tàu tuần dương, tàu Titanic, và tàu phá băng, vì sự tương đồng với thân tàu tàu. УЛК nằm bên bờ sông Yauza.

### Các tòa nhà học khác
- Các tòa nhà của khoa SM và E (một phần của cánh phía nam của tòa nhà cuối cùng đã bị phá hủy liên quan đến việc xây dựng đường hầm ngầm của phần Lefortovo của vành đai giao thông thứ ba).
- Tòa nhà của khoa MT và khoa IBM (nằm giữa tòa nhà chính và phòng khám số 160).
- Trung tâm nghiên cứu và đào tạo "Robotics". Nó được thành lập vào tháng 5 năm 1981. Năm 1984, Bộ Hệ thống Robot (RK-10) đã được đưa vào Trung tâm.
- Tòa nhà tọa lạc tại thành phố Krasnogorsk, khu vực Moscow, nơi đặt Khoa Thiết bị quang điện tử (OEP).
- Tòa nhà của khoa RCT tại Korolev trên lãnh thổ của RKK Energia.
- Tòa nhà của Khoa PS tại Moscow trên lãnh thổ của doanh nghiệp MZema.

### Ký túc xá
- Ký túc xá số 2 (Moscow, cạnh khu liên hợp thể thao)
- Ký túc xá số 3 (vùng Ramensky, ngoại ô Moscow)
- Ký túc xá số 4, 5, 6, 8, 9 (đường Izmailovsky, Moscow)
- Ký túc xá số 10 (Khoa E), Số 11 (Khoa SM) (gần trường và toà nhà УЛК)
- Ký túc xá số 13 cho nghiên cứu sinh, gia đình và sinh viên tốt nghiệp (đường Muranovskaya, Moscow)

### Khác
- Khu liên hợp thể thao - được xây dựng vào năm 1980 ở bờ trái sông Yauza.
- Phòng khám số 160.

## Phân viện

### Kaluga
Năm 1959 trường Bauman đã mở một chi nhánh ở Kaluga để đào tạo nhân viên kỹ thuật cho các doanh nghiệp công nghiệp về chế tạo máy và dụng cụ. Kể từ khi thành lập chi nhánh, với sự hỗ trợ tích cực của các doanh nghiệp công nghiệp và chính quyền của khu vực Kaluga, đã phát triển thành một cơ sở đào tạo chuyên sâu.
Hiện tại, chi nhánh Kaluga của Đại học kỹ thuật Bauman là trường đại học kỹ thuật hàng đầu trong khu vực, là cơ quan có thẩm quyền và lớn nhất trong số các chi nhánh của các trường đại học kỹ thuật ở Nga. Chi nhánh gồm 7 tòa nhà.
Theo cơ cấu tổ chức, chi nhánh Kaluga là một tổ hợp giáo dục, khoa học và công nghiệp, bao gồm:
- 5 khoa
  - Kỹ thuật công nghệ;
  - Thiết kế cơ khí;
  - Điện tử, khoa học máy tính và quản lý;
  - Kinh tế xã hội;
  - Khoa học cơ bản;
- 27 phòng ban, 18 trong số họ tốt nghiệp;
- Khoa huấn luyện quân sự;
- Trung tâm tin học;
- Thư viện có phòng đọc sách;
- Trại thể dục thể thao và khu liên hợp thể thao;
- Phòng thí nghiệm.

Chi nhánh có 2000 sinh viên đang học.
Giám đốc chi nhánh là ông Tsarkov, Andrey Vasilievich.

### Dmitrov
Chi nhánh Dmitrov của Đại học kỹ thuật Bauman được xây dựng theo Nghị định của Hội đồng Bộ trưởng Liên Xô số 1009-P ngày 04/06/1960.
Giai đoạn đầu tiên của Trung tâm được đưa vào hoạt động vào năm 1965. Năm 1965-1973 - Trung tâm thí nghiệm khoa học và giáo dục quốc gia, năm 1973-2000 - Trung tâm thí nghiệm giáo dục.

### Mytishchi
Chi nhánh Mytishchi của Đại học kỹ thuật Bauman thành lập vào năm 2016, được sáp nhập từ trường Đại học Lâm nghiệp quốc gia Moscow.
Chi nhánh bao gồm hai khoa:
- LT - Khoa Lâm nghiệp, Công nghệ Lâm nghiệp và Xây dựng Vườn và Công viên;
- CF - Khoa vũ trụ.

## Cựu học sinh và giảng viên danh tiếng
- Sergei Pavlovich Korolev - Cha đẻ chương trình chinh phục không gian của Liên Xô
- Andrei Nikolayevich Tupolev- Tổng công trình sư chế tạo máy bay
- Pavel Osipovich Sukhoi- Tổng công trình sư chế tạo máy bay
- Pafnuty Lvovich Chebyshev- Nhà Toán học nổi tiếng.
- Nikolai Yegorovich Zhukovsky- Nhà khí động học hàng không hàng đầu của Nga
- Vladimir Nikolayevich Chelomei- Tổng công trình sư Trạm vũ trụ Hòa Bình
- Vladimir Grigorievich Shukhov
- Nikolay Alekseevich Pilugin
- Semyon Alekseyevich Lavochkin
- Vladimir Mikhailovich Petlyakov
- Sergei Alekseyevich Lebedev- Tổng công trình sư về máy tính điện tử đầu tiên của Nga
- Sergei Ivanovich Vavilov - Giải Nobel Vật lý
- Aleksandr Aleksandrovich Mikulin
- Sergey Alexandrovich Afanasyev
- Sergey Nepobedimiy
- Alfred Rosenberg
- Evgeny Anatolyevich Mikrin-Tổng Công trình sư tàu vũ trụ hàng đầu nước Nga qua đời sau khi mắc COVID-19 tháng 5.2020
- Lê Văn Chiểu: Thiếu tướng, Kỹ sư Thiết kế vũ khí, nguyên Phó Hiệu trưởng Trường Đại học Kỹ thuật Quân sự